# 烟台飘拂草
烟台飘拂草（学名：Fimbristylis stauntonii）为莎草科飘拂草属下的一个种。

## 扩展阅读
維基物種上的相關：烟台飘拂草